# Burg Blankenstein (Gladenbach)
Burg Blankenstein ist die Ruine einer Höhenburg bei der Stadt Gladenbach im Westen des Landkreises Marburg-Biedenkopf in Hessen.

## Geschichte
Die Burg wurde vermutlich vor 1237 zur Sicherung einer Handelsstraße errichtet, und zwar zum Schutz der ehemals bedeutenden, ca. 1 km nördlich verlaufenden „Köln-Leipziger-Straße“, auch „Brabanter Straße“ genannt. Bereits 1255 wurde sie als „strata publica“ (= öffentliche Straße) bezeichnet. 1261 beauftragte Landgräfin Sophie die Burgmannen ihrer Burg Blankenstein ausdrücklich mit dem Schutz dieser öffentlichen Straße in ihrem Einflussbereich.
Die Burg war im Besitz der Herren von Merenberg. Burgmann war Ernst von Rodheim, den die von Nordeck und von Biedenfeld mit Unterstützung des Erzbischofs von Mainz aus der Burg vertrieben. Die Burg wurde daraufhin 1248 von Landgräfin Sophie von Hessen eingenommen, da sie in der Hand ihrer Gegner war. Neben anderen Burgen im Umfeld wurde auch sie zerstört, um ihrem unmündigen Sohn Heinrich das hessische Erbe zu sichern. Ab 1255 ließ die Landgräfin die Burg wieder aufbauen. Danach wurde sie an Gottfried von Rotenstein und Senand von Buseck verlehnt.
Der Besatzung oblag weiterhin zusammen mit den Besatzungen der Burgen Wallenfels und Neu-Dernbach (nach 1350) der Schutz der wichtigen Fernhandelsstraße, der Brabanter Straße und deren Kreuzungspunkt mit dem Westfalenweg und der Herborner Hohe Straße in der Nähe der Wilhelmsteine im Schelderwald.
Infolge der zahlreichen Fehden und der damit einhergehenden Unsicherheit für den Handel während der 100-jährigen Dernbacher Fehde verlagerte sich der Fernhandelsverkehr gegen Ende des 14. Anfang des 15. Jh. immer mehr von der Brabanter Straße auf eine neue südliche Trasse. Sie verlief von Herborn aus im Aartal über Bicken, Bischoffen, Niederweidbach und weiter im Tal der Vers (rechter Nebenfluss der Salzböde) über Seelbach, Rollshausen, Altenvers nach Marburg.
Damit verloren die Burgen Wallenfels, Neu-Dernbach und Blankenstein zunehmend ihre zugedachte strategische Bedeutung, wurden nicht mehr ausreichend unterhalten und verfielen, mit Ausnahme von Burg Blankenstein, die als Amtssitz des Amtes Blankenstein eine neue Bedeutung erhielt.
Von 1478 bis zu seinem Tod 1480 wurde der Kölner Erzbischof Ruprecht von der Pfalz hier gefangen gehalten. Landgraf Philipp I. von Hessen soll hier zudem dem vertriebenen Herzog Ulrich von Württemberg Zuflucht gewährt haben.
Im Jahre 1647 wurde die Burg, angeblich durch Brandstiftung, zerstört. 1648 errichtete man in den Ruinen ein neues Amtshaus. Heute sind nur noch einige Ruinen erhalten, die besichtigt werden können.

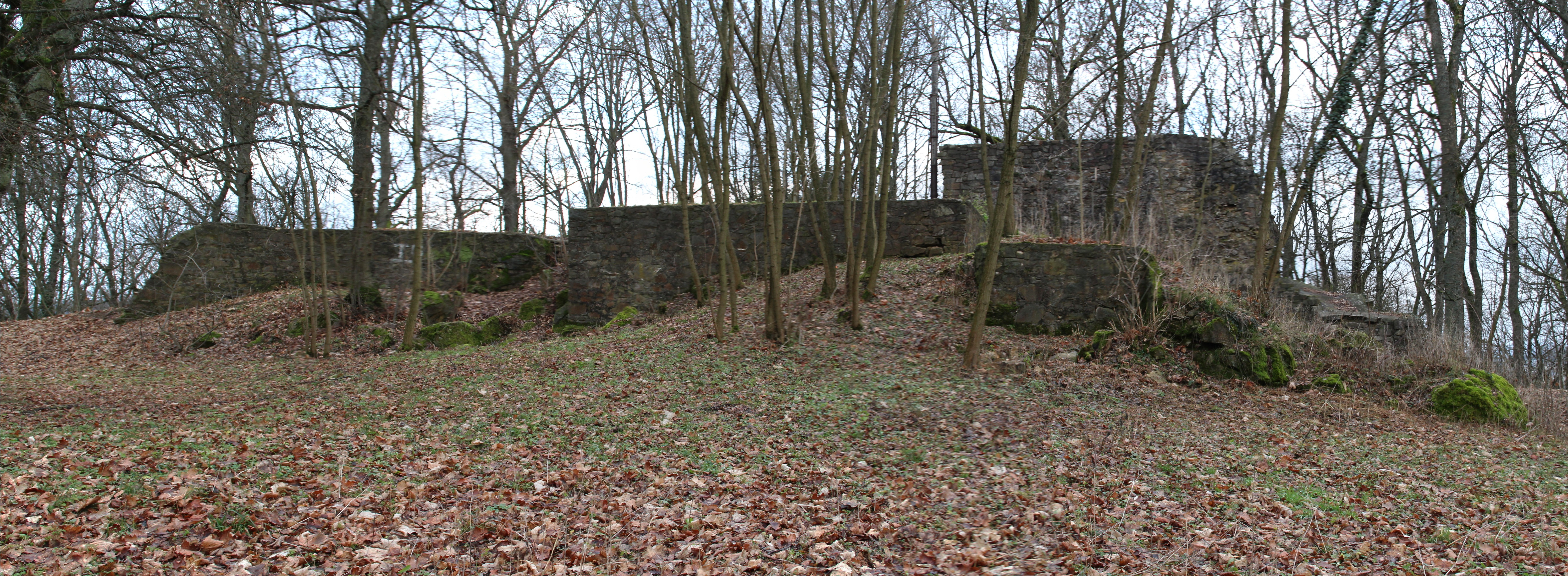
Übersicht der erhaltenen Ruine